# مسجد لاسا الكبير
مسجد لاسا الكبير (بالصينية 拉萨清真大寺) يقع مسجد لاسا الكبير في منطقة التبت ذاتية الحكم في الصين.
. تم بناء المسجد في عام 1716، وخضع المسجد إلى إعادة بناء وتجديد في عام 1959 ليستقر إلى ماهو عليه إلى الوقت الحاضر.